# Guimiliau
Guimiliau település Franciaországban, Finistère megyében. Lakosainak száma 1000 fő (2022. január 1.). Guimiliau Guiclan, Lampaul-Guimiliau, Saint-Sauveur és Saint-Thégonnec-Loc-Eguiner községekkel határos.

## Népesség
A település népességének változása:
| Lakosok száma | 756  | 760  | 791  | 921  | 1039 | 1024 | 1009 | 1008 | 1007 | 1000 |
|               | 1968 | 1982 | 1990 | 2006 | 2013 | 2015 | 2017 | 2019 | 2020 | 2022 |